# Суржиков, Анатолий Петрович
Анатолий Петрович Суржиков (род. 30 июля 1951 года, Караганда) — доктор физико-математических наук, профессор, заведующий кафедрой физических методов и приборов контроля качества Томского политехнического университета (2011—2017), заместитель директора Института неразрушающего контроля по научной работе. Заслуженный деятель науки РФ (2001).

## Биография
Анатолий Петрович Суржиков родился 30 июля 1951 года в городе Караганде. В 1974 году окончил Томский политехнический институт по специальности «Физика твердого тела», получил квалификацию инженера-физика. После окончания вуза по распределению работал в проблемной научно-исследовательской лаборатории электроники, диэлектриков и полупроводников Томского политехнического института. Работал на должностях: инженер, старший инженер, младший научный сотрудник, старший научный сотрудник.
В 1983 году защитил кандидатскую диссертацию на тему: «Накопление радиационных дефектов в анионной подрешетке монокристаллов окиси магния при высоких плотностях возбуждения ускоренными электронами». Получил ученую степень кандидата физико-математических наук. С 1985 года работал заведующим научно-исследовательской лабораторией материаловедения.
В 1993 году защитил докторскую диссертацию на тему: «Радиационно-термическое спекание ферритовой керамики». Получил ученую степень доктора физико-математических наук. В 1994 году стал профессором кафедры электроизоляционной и кабельной техники ТПУ.
В дальнейшем работал деканом факультета автоматики и электромеханики (1996—2001), директором Электротехнического института Томского политехнического университета (с 2001 г.). В настоящее время Анатолий Петрович является заведующим кафедрой физических методов и приборов контроля качества Томского политехнического университета, заместитель директора Института неразрушающего контроля ТПУ по научной работе.
Область научных интересов: эффекты в неорганических материалах при воздействии высоких температур и мощных радиационных потоков, ускорение процессов твердофазового синтеза, средства и методы дефектоскопии.
Анатолий Петрович Суржиков имеет около 50 изобретений и патентов, является автором более 300 научных работ. Под его научным руководством было подготовлено 12 кандидатов наук и три доктора наук.

## Награды и звания
- «Заслуженный деятель науки РФ» (2001).
- Серебряная медаль им. Петра I.
- Медаль им. М. Б, Келдыша.

## Труды
- Градобоев А. В., Суржиков А. П. Радиационная стойкость СВЧ приборов на основе арсенида галлия. Томск, изд-во Томского политехнического университета, 2005, 277 с.
- Суржиков А. П., Притулов А. М. Создание и накопление радиационных дефектов в монокристаллах окиси магния. М.: Энергоатомиздат, 1999, 170с.
- Верещагин В. И., Плетнев П. М., Рогов И. И., Суржиков А. П., Федоров В. Е. Функциональная керамика. Новосибирск.: Наука, 2004, 348 с.
- Пешев В. В., Брудный В. Н., Суржиков А. П. Образование и отжиг радиационных дефектов в GaAs и Pin. Новосибирск.: Наука, 2001, 182 с.
- Суржиков А. П., Притулов А. М. Радиационно-термическое спекание ферритовой керамики. М.:Энергоатомиздат, 1998, 217 с.